# Jacmel
Jacmel (Jakmèl w haitańskim) – miasto, leżące w południowej części Haiti; 40 000 mieszkańców (2003, szacunkowo). Założone w 1698, jest stolicą departamentu Sud-Est. Jest także stolicą arrondissement o tej samej nazwie.
W Jacmel urodził się w 1926 r. René Depestre, jeden z najgłośniejszych i najbardziej znanych pisarzy haitańskich.
W mieście znajduje się port lotniczy Jacmel.

## Miasta partnerskie
- Strasburg, Francja
- Palm Beach, Stany Zjednoczone
- Port-au-Prince, Haiti